# کابیا
کابیا (به اسپانیایی: Cavia, Burgos) یک شهرستان در اسپانیا است.